# Gentiana stipitata
Gentiana stipitata là một loài thực vật có hoa trong họ Long đởm. Loài này được Edgew. mô tả khoa học đầu tiên năm 1846.